# Micke och Molle 2
Micke och Molle 2 (engelska: The Fox and the Hound 2) är en animerad film från 2006 och producerad av Walt Disney Pictures. Filmen är en uppföljare till Micke och Molle från 1981.
Filmen gavs ut direkt till video, den 12 december 2006 i USA och den 26 februari 2007 i Europa. Regissören Jim Kammerud har tidigare regisserat Den lilla sjöjungfrun II – Havets hemlighet och De 101 dalmatinerna II - Tuffs äventyr i London, och bland manusförfattaren Roger S.H. Schulmans tidigare filmer märks Djungelboken 2, Balto och Shrek.

## Handling
Filmen utspelar sig medan rödräven Micke och blodhunden Molle är ungar. Deras vänskap sätts på prov när Molle då de besöker ett tivoli i trakten får erbjudande om att vara med i bandet Luffarkvintetten. Micke däremot kan inte sjunga så han får ta över sysslorna från bandets hjälpreda, katten - att putsa skålar. Luffarkvintetten är en grupp herrelösa hundar som slagit sig ihop och sjunger tillsammans. Bandets medlemmar utgörs av divan Dixie, ledaren Cash, vänliga farmor Viola och de smått korkade tvillingarna Johnny och Felix. 
Under filmens gång bjuds det på mycket musik och många skämtsamma ordspråk. 

## Låtlista
- Du är min vän (Friends for Life)
- Det är harmoni (We're in Harmony)
- Det är harmoni, andra versionen (We're in Harmony, second version)
- Jag följer dina steg uti det blå (Blue beyond)
- Cool hund (Hound dude)
- Vi har varandra (We go together)

## Rollista (urval)

### Engelska röster
- Jonah Bobo - Tod
- Harrison Fahn - Copper
- Reba McEntire - Dixie
- Patrick Swayze - Cash
- Jeff Foxworthy - Lyle

### Svenska röster
- Daniel Melén - Micke
- Sam Molavi - Molle
- Lizette Pålsson - Dixie
- Magnus Roosmann - Cash
- Erik Ahrnbom - Lenny
- Anita Molander - Farmor Viola
- Iwa Boman - Selma
- Lena-Pia Bernhardsson - Änkan Tweed
- Gustav Levin - Amos Slade
- Bengt Järnblad - Tjifen

### Fotnoter
1. ↑  ”Micke och Molle 2”. Disneyania. 19 mars 2006. http://www.d-zine.se/filmer/mickeochmolle2.htm. Läst 20 augusti 2016.